# Ciríac I de Kakhètia
Ciríac I de Kakhètia (en georgià: კვირიკე I) fou un príncep deKakhètia i el fundador de la dinastia dels Kyriàcides o Ciriàquides, que va regnar del 893 al 918.

## Biografia
L'origen de Ciríac, que va regnar durant vint-i-cinc anys, no és pas conegut, tanmateix és potser el fill o més probablement el gendre de Padala I de Kahètia del qual dona el nom al seu fill i successor.
El 914 va haver d'enfrontar un atac dels àrabs dirigits per Abu'l Kasim que va prendre possessió de les fortalesa d'Ujarma i de Bochorma. La segona li fou restituïda després de la signatura d'un tractat de pau.
L'any següent, Ciríac I es va aliar amb el rei Constantí III d'Abkhàzia contra el seu veí oriental, el petit principat d'Herècia dirigit pel príncep Adarnases II Patrikios (913-943). Els dos aliats es van repartir les principals places fortes de l'Herètia i la fortalesa d'Orchobi va retornar a Kakhètia.

## Postérité
A la seva mort l'any 918, Ciríac I va tenir per successor el seu fill Padala II de Kakhètia.